# Sante Gaiardoni

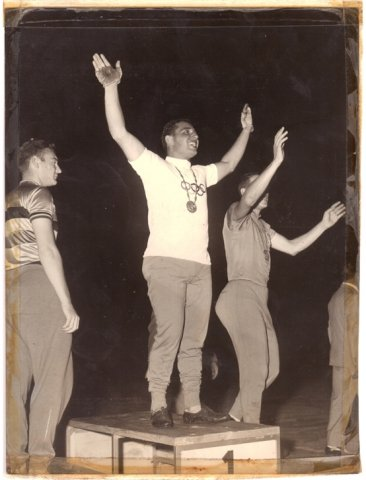
Gaiardoni nach einem seiner Olympiasiege im Jahr 1960

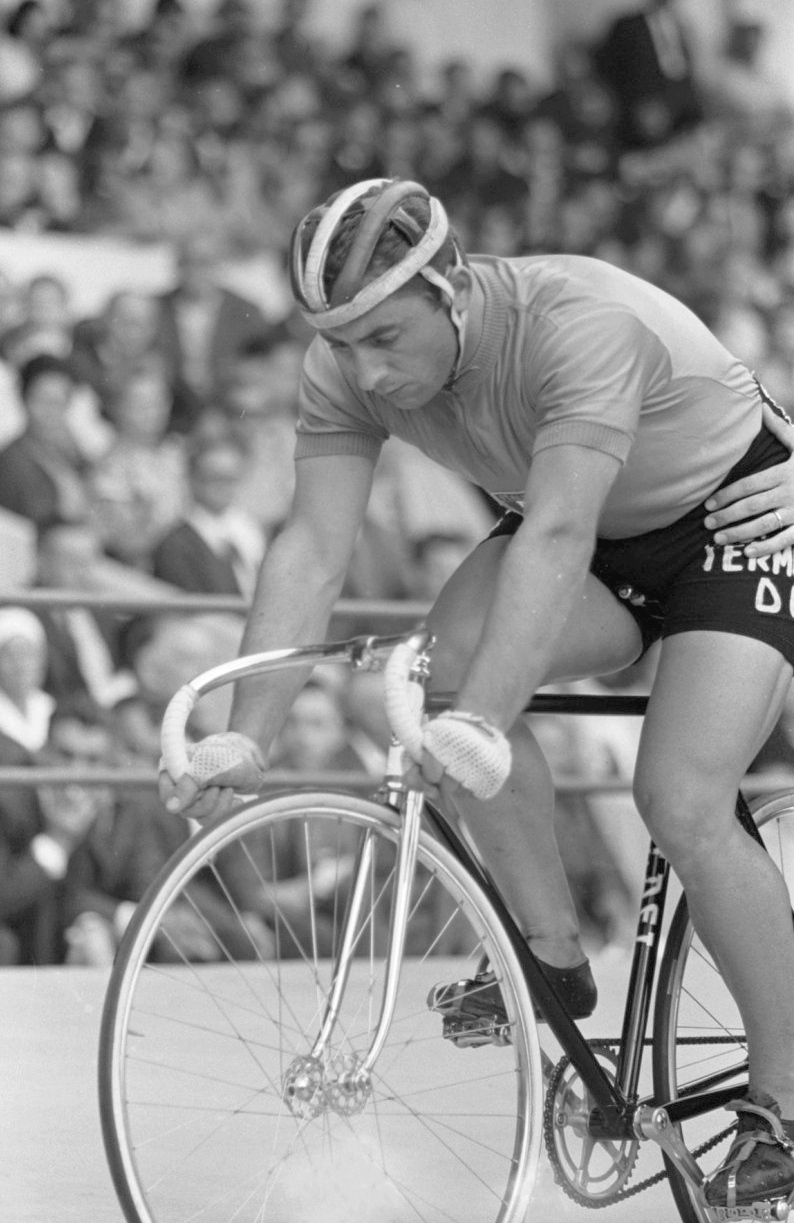
Gaiardoni (1963)

Sante Giovanni Gaiardoni (* 29. Juni 1939 in Villafranca di Verona; † 30. November 2023 in Motta Visconti) war ein italienischer Bahnradsportler, der 1960 zwei olympische Goldmedaillen gewann.

## Sportliche Laufbahn
1958 und 1959 wurde Sante Gaiardoni jeweils Zweiter im Sprint der Amateure bei den Bahnradsport-Weltmeisterschaften hinter Valentino Gasparella. In beiden Jahren gewann er den italienischen Meistertitel im Tandemrennen.
1960 wurde Gaiardoni italienischer Meister im Sprint und im Zeitfahren. Im selben Jahr errang er den Weltmeistertitel im Sprint. Bei den Olympischen Spielen 1960 in Rom fuhr er im Zeitfahren in 1:07,27 Minuten einen neuen Weltrekord und gewann mit anderthalb Sekunden Vorsprung auf den Deutschen Dieter Gieseler. Im Sprint besiegte er im Finale den Belgier Leo Sterckx und gewann seine zweite Goldmedaille.
Im November 1960 wurde Gaiardoni Profi. 1962 verlor er im Finale bei den Bahnradsport-Weltmeisterschaften im Sprint gegen seinen Landsmann Antonio Maspes. Ein Jahr später konnte er dann im Weltmeisterschaftsfinale Maspes besiegen. 1964 gewann er im Sprint seinen einzigen Profititel bei italienischen Meisterschaften. 1966 und 1969 wurde er jeweils Dritter der WM im Sprint. 1970 stand er noch einmal im Finale, verlor dort allerdings gegen den Australier Gordon Johnson. 1960 und 1970 siegte er im Grand Prix Kopenhagen. Seinen letzten Wettkampf bestritt er im Februar 1971 in Mailand beim dortigen Sechstagerennen.

## Nach dem Rücktritt
Sante Gaiardoni war seit 1963 mit der Sängerin Elsa Quarta (1938–2020) verheiratet, das Paar hatte eine Tochter. Er zog nach Mailand und eröffnete ein Fahrradgeschäft. 2006 kandidierte er erfolglos als Bürgermeister der Stadt. Zu seinem Wahlprogramm gehörte unter anderem die Forderung nach mehr Fahrradwegen und der Erhalt des Velodromo Maspes-Vigorelli.

## Ehrungen
Am 7. Mai 2015 wurde der Viale delle Olimpiadi im Foro Italico in Rom eingeweiht, auf dem 100 italienische Sportlerinnen und Sportler mit Bodenplatten geehrt werden. Gaiardoni gehörte zu den Geehrten.

## Erfolge
1958
- Amateur-Weltmeisterschaft – Sprint
- Italienischer Amateur-Meister – Tandem (mit Sergio Bianchetto)

1959
- Amateur-Weltmeisterschaft – Sprint
- Mittelmeerspielesieger – Sprint, 1000-Meter-Zeitfahren
- Italienischer Amateur-Meister – Tandem (mit Turchemeis Zanettini)

1960
- Olympiasieger – Sprint, 1000-Meter-Zeitfahren
- Amateur-Weltmeister – Sprint
- Grand Prix de Paris (Amateure)
- Italienischer Amateur-Meister – Tandem (mit Turchemeis Zanettini)

1962
- Weltmeisterschaft – Sprint

1963
- Weltmeister – Sprint

1964
- Italienischer Meister – Sprint

1966
- Weltmeisterschaft – Sprint

1969
- Weltmeisterschaft – Sprint

1970
- Weltmeisterschaft – Sprint